# Cái chết của Kelsey Smith-Briggs
Kelsey Shelton Smith-Briggs (28 tháng 12, 2002 - 11 tháng 10, 2005) là một nạn nhân bạo hành trẻ em, qua đời tại nhà mẹ ruột Raye Dawn Smith và cha dượng Michael Lee Porter.

## Đầu đời
Kelsey sinh ngày 28 tháng 12 năm 2002 tại Thành phố Oklahoma, Oklahoma vài tháng trước khi bố mẹ ly dị. Cô bé sống cùng mẹ và duy trì liên lạc với bố. Trước tháng 1 năm 2005, không có dấu hiệu lạm dụng nào được báo cáo cho chính quyền.

## Bạo hành
Từ tháng 1 năm 2005 đến khi qua đời, Kelsey đã phải chịu đựng một số trường hợp được xác nhận là bạo hành trẻ em. Chấn thương của cô bé bao gồm xương đòn bị gãy, nhiều vết bầm tím và trầy xước trên mặt và cơ thể.
Vào ngày 17 tháng 1 năm 2005, Bộ Dịch vụ Nhân sinh Oklahoma (OKDHS) lần đầu xác nhận hành vi bạo hành sau khi cô bé được đưa đến phòng cấp cứu địa phương với tình trạng xương đòn bị gãy, nhiều vết bầm tím và trầy xước ở lưng, mông và đùi.
Vào tháng 4 năm 2005, cả hai chân của Kelsey đều bị gãy. Các giám định y khoa xác định đây là gãy xương xoắn ốc trong các giai đoạn chữa bệnh khác nhau và được gây ra bởi bạo hành trẻ em. Sau sự cố này, Kelsey đã được chăm sóc tại Bộ Dịch vụ Nhân sinh tiểu bang Oklahoma.
Vào ngày 15 tháng 6 năm 2005, Kelsey được đưa về nhà của mẹ ruột Raye Dawn Smith và cha dượng Michael Lee Porter bởi Phó Thẩm phán quận Craig Key, chống lại khuyến nghị của OKDHS. Thẩm phán tuyên bố rằng không thể tìm ra kẻ bạo hành.

## Cái chết thương tâm
Kelsey Shelton Smith-Briggs qua đời vào ngày 11 tháng 10 năm 2005, tại nhà của mẹ ruột Raye Dawn Smith, và cha dượng, Michael Lee Porter ở Meeker, Oklahoma. Cái chết của cô bé đã được xác định là một vụ giết người từ chấn thương lực cùn vùng bụng.

## Phiên tòa và bản án
Michael Lee Porter (cha dượng) bị buộc tội tấn công tình dục và giết người cấp độ một, nhưng vào tháng 2 năm 2007, anh ta đã thú nhận bạo hành trẻ em và bị kết án 30 năm tù.
Raye Dawn Smith (mẹ ruột) đã bị kết án 27 năm tù vào ngày 18 tháng 7 năm 2007 vì bạo hành trẻ em, và bị từ chối yêu cầu kháng cáo.

## Đạo luật cải cách bảo vệ trẻ em Kelsey Smith-Briggs
Vào tháng 3 năm 2006, cơ quan lập pháp bang Oklahoma đã thông qua Đạo luật Cải cách Bảo vệ Trẻ em Kelsey Smith-Briggs để cải cách tòa án và Bộ Dịch vụ Nhân sinh Oklahoma (OKDHS), xử lý các vụ việc liên quan đến bạo hành và bỏ bê trẻ em. Đồng tác giả của dự luật, Thượng nghị sĩ Harry Coates, đã trình bày biện pháp này trong ủy ban.